# Баррингтон, Джордж
Джордж Баррингтон (14 мая 1755 — 27 декабря 1804) — британский вор-карманник и каторжник в Австралии, актёр и научный писатель ирландского происхождения.

## Биография
Родился в Мейнуте, был сыном серебряных дел мастера по имени Уолдрон. В 1771 году ограбил своего учителя в Дублине и бежал из школы, став членом странствующей театральной труппы, взяв вымышленную фамилию Баррингтон. На скачках в Лимерике совместно с главой труппы начал заниматься карманными кражами. Глава труппы, однако, был вычислен как карманник и приговорён к высылке, после чего Баррингтон сбежал в Лондон, где приобрёл одежду конторского клерка и продолжил заниматься карманничеством. В театре Ковент-Гарден он украл у российского графа Орлова табакерку, которая, по некоторым данным, стоила 30000 фунтов стерлингов. Был пойман и арестован, но, поскольку граф Орлов не захотел предъявлять ему обвинение, был освобождён от наказания, хотя впоследствии всё же был приговорён на три года к каторжным работам за карманную кражу в театре на Друри-Лейн. Вскоре после освобождения был снова пойман во время кражи и приговорён к каторжным работам уже на пять лет, но благодаря своей репутации получил освобождение при условии, что покинет Англию. После освобождения на короткое время уехал в Дублин, но затем возвратился в Лондон, где вновь был пойман за карманной кражей и в 1790 году приговорён к высылке в Австралию на семь лет.
Во время плавания к Ботани-Бей на борту тюремного судна, на котором перевозили Баррингтона, среди заключённых созрел заговор по захвату судна. Баррингтон, которому стало об этом известно, раскрыл заговор капитану, и последний при достижении Нового Южного Уэльса дал ему хорошую рекомендацию перед местными властями, ввиду чего в итоге в 1792 году Баррингтон получил ордер на эмансипацию, став впоследствии суперинтендантом преступников и позже главным констеблем Парраматты. 
В 1796 году в Сиднее был открыт театр, где исполнителями ролей были преступники, а Баррингтон написал вступительное слово для первого представления, которое вскоре получило широкую известность. Эта вводная часть получила широкую рекламу. Умер в Парраматте; точная дата его смерти в разных источниках указана по-разному. Им было написано три книги: «A Voyage to Botany Bay» (Лондон, 1801); «The History of New South Wales» (Лондон, 1802); «The History of New Holland» (Лондон, 1808).